# Trường cao đẳng Komatsu
Trường cao đẳng Komatsu (小松短期大学 Komatsu tanki daigaku) là một trường tư ở Komatsu, Ishikawa, Nhật Bản, được thành lập vào năm 1988.